# RG-1
RG-1 a fost un planor monoloc de instruire elementară în simplă comandă, proiectat de inginerul Vladimir Novițchi în anul 1950, construit la IFIL-Reghin într-un număr de 158 exemplare.

## Proiectare și construcție
RG-1 a fost un planor de școală monoloc, pentru antrenament. Planorul denumit inițial „Baby-RG-1", era varianta îmbunătățită a planorului Grunau Baby IIb⁠(de)[traduceți]. Vladimir Novițchi, neavând planurile originale de execuție, a reproiectat planorul el însuși, făcând unele modificări cum ar fi creșterea suprafeței ampenajul vertical și modificarea cockpitului.
Pentru construcția planorului s-a folosit molid de rezonanță, fuzelajul a fost acoperit cu placaj iar aripile, inclusiv eleroanele și ampenajul, au fost învelite cu pânză.
Aripa din schelet de lemn, era fără unghi diedru, era consolidată la fel ca și stabilizatorul, de câte un montant pe fiecare parte, prinse în partea inferioară a fuzelajului.
Aterizorul planorului RG-1 era o patină care ajungea de la bot până sub cockpit, având ca amortizoare tampoane de cauciuc montate între fuzelaj și patină iar sub ampenaj era montată o bechie. Variantele după 1953, au avut încorporată și o roată centrală, patina fiind scurtată.

## Date tehnice
Datele tehnice au fost preluate din Gudju, Constructii aeronautice romanesti 1905-1970 (ed. a II-a, în engleză). 
Caracteristici generale
- Echipaj: 1
- Anvergura: 13,50 m
- Lungime: 6,19 m
- Înălțimea: 1,40 m
- Suprafața aripii: 14,20 m²
- Diedrul aripii: 0°
- Alungirea aripii:
- Tren de aterizare: o talpă principală (patină), bechie. Varianta din 1953 avea în plus o roată de aterizare.
- Profilul aripii: Göttingen 535, aripă înaltă
- Greutate gol: 156 kg
- Greutate cu echipaj: 251 kg
- Structură: lemn și pânză

Performanțe
- Viteza de angajare: 50 km/h
- Viteza optimă de planare: 100 km/h
- Viteza maximă: 210 km/h
- Viteza maximă admisă în remorcare cu automosor: 85 km/h
- Finețe maximă: 18,50 la -- km/h
- Viteza de coborâre : 0,85 m/s la -- km/h
- Încărcătura alară: 14,40 kg/m2